# Jan Kirschner
Jan Kirschner (1955 ) es un botánico checo, que desarrolla sus actividades científicas en el "Instituto de Botánica, Academia de Ciencias de Průhonice, República Checa.

## Algunas publicaciones
- 2007. A New Species of Luzula Sect. Luzula (Juncaceae) from Costa Rica. Ed. Missouri Botanical Garden
- jan Kirschner, jan Štěpánek. 1997. A Nomenclatural Checklist of Supraspecific Names in Taraxacum. Taxon 46 (1 ): 87-98

### Libros
- 1992. Karyotype differentation and hybrid fusion processes in Luzula sect. Luzula in Europe. Ed. Průhonice. Tesis de maestría/doctorado. 171 pp.
- lenka zaveska Drabkova, jan Kirschner, jan Stepanek, ludek Zavesky, cestmir Vlcek. 1974. Analysis of nrDNA polymorphism in closely related diploid sexual, tetraploid sexual and polyploid agamospermous species. Ed. Viena & New York : Springer-Verlag.

- La abreviatura «Kirschner» se emplea para indicar a Jan Kirschner como autoridad en la descripción y clasificación científica de los vegetales.[1]